# Nancy (James Bond)
Nancy é uma personagem do filme 007 A Serviço Secreto de Sua Majestade, da série cinematográfica de James Bond e o único com George Lazenby no papel de 007.

## Filme
Nancy é uma das pacientes da 'clínica' de Ernst Stavro Blofeld, o supervilão da série, nos Alpes Suíços. Com outras belas pacientes de todas as partes do mundo, ela ali se encontra procurando a cura de sua alergia por diversos tipos de comida. Depois que Bond chega ao local, disfarçado como 'Sir Hilary Bray', para investigar Blofeld, que com a identidade de um conde pretende conseguir a validação de seu título de nobreza, Nancy se encanta por Bond, assim como outra das pacientes, Ruby Bartlett.
Bond marca um encontro noturno duplo tanto com Ruby quanto com Nancy, em horas diferentes, zeloso em proteger sua identidade falsa. Depois do encontro com Ruby, Nancy entra em seu quarto para conversar sobre sua presença e a de 007 ali, e os dois acabam fazendo amor e dormindo juntos.